# 3002 Delasalle
3002 Delasalle је астероид главног астероидног појаса чија средња удаљеност од Сунца износи 2,239 астрономских јединица (АЈ).
Апсолутна магнитуда астероида је 12,8.